# Paraphoides dentata
Paraphoides dentata är en fjärilsart som beskrevs av Dyar 1918. Paraphoides dentata ingår i släktet Paraphoides och familjen mätare. Inga underarter finns listade i Catalogue of Life.